# Химна Источне Немачке
Из рушевина подигнута је немачка патриотска песма која је била државна химна Источне Немачке током њеног постојања од 1949. до 1990. године.

## Стихови
Auferstanden aus Ruinen

Und der Zukunft zugewandt,

Lass uns dir zum Guten dienen,

Deutschland, einig Vaterland.

Alte Not gilt es zu zwingen,

Und wir zwingen sie vereint,

Denn es muss uns doch gelingen,

Daß die Sonne schön wie nie

(x2) Über Deutschland scheint.

Glück und Friede sei beschieden

Deutschland, unserm Vaterland.

Alle Welt sehnt sich nach Frieden,

Reicht den Völkern eure Hand.

Wenn wir brüderlich uns einen,

Schlagen wir des Volkes Feind.

Lasst das Licht des Friedens scheinen,

Dass nie eine Mutter mehr

(x2) Ihren Sohn beweint.

Lasst uns pflügen, lasst uns bauen,

Lernt und schafft wie nie zuvor,

Und der eignen Kraft vertrauend,

Steigt ein frei Geschlecht empor.

Deutsche Jugend, bestes Streben

Unsres Volks in dir vereint,

Wirst du Deutschlands neues Leben,

Und die Sonne schön wie nie

(x2) Über Deutschland scheint.

### Превод
Из рушевина подигнута

и према будућности окренута,

нека те служимо због добра,

Немачка, уједињена отаџбина.

Неопходно је форсирати старе недаће,

и форсирамо заједно,

јер морамо успети да је добијемо

сунце да засја преко

(x2) Немачке као никада пре

Срећа и мир нек буду дати

Немачкој, нашој отаџбини.

Сав свет чезне за миром,

пружи руку народу.

Ако смо братски јединствени,

победићемо народног непријатеља.

Нека тако светли светлост мира

да мајка никада више

(x2) заплаче за својим сином.

Орајмо, градимо,

учите и стварајте као никада пре,

и уздајући се у своје снаге,

уздиже се слободна генерација.

Немачка омладина, најбоља тежња

за наше људе уједињени у теби,

ви ћете бити нови живот Немачке.

И сунце лепо сја преко

(x2) Немачке као никада пре